# لويجي من تارانتو

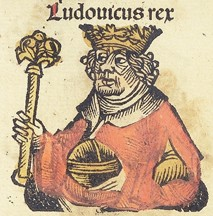
لويجي أو لويس من تارانتو.

لويجي الأول ملك نابولي (1320 - 26 مايو 1362) من آل أنجو، كان أمير تارانتو منذ 1346 وملك نابولي منذ 1352. كان ابن فيليب الأول من تارانتو وكاثرين الثانية من فالوا أميرة أكايا. جداه من ناحية أبيه هما كارلو الثاني ملك نابولي وماريا من هنغاريا. أما من ناحية أمه فهما شارل فالوا وزوجته الثانية كاثرين الأولى كاثرين كورتيناي.
| سبقه: جوفانا الأولى  | ملك نابولي 1352 - 1362 مع جوفانا الأولى | تبعه: جوفانا الأولى   |
| سبقه: روبيرتو الثاني | أمير تارانتو 1346 - 1362                | فيليب الثاني 1. 2. 3. |